# Vidalia (Luizjana)
Vidalia – miasto w Stanach Zjednoczonych, w stanie Luizjana, siedziba administracyjna parafii Concordia.